# Bottens
Bottens (toponimo francese) è un comune svizzero di 1 245 abitanti del Canton Vaud, nel distretto del Gros-de-Vaud.

## Monumenti e luoghi d'interesse

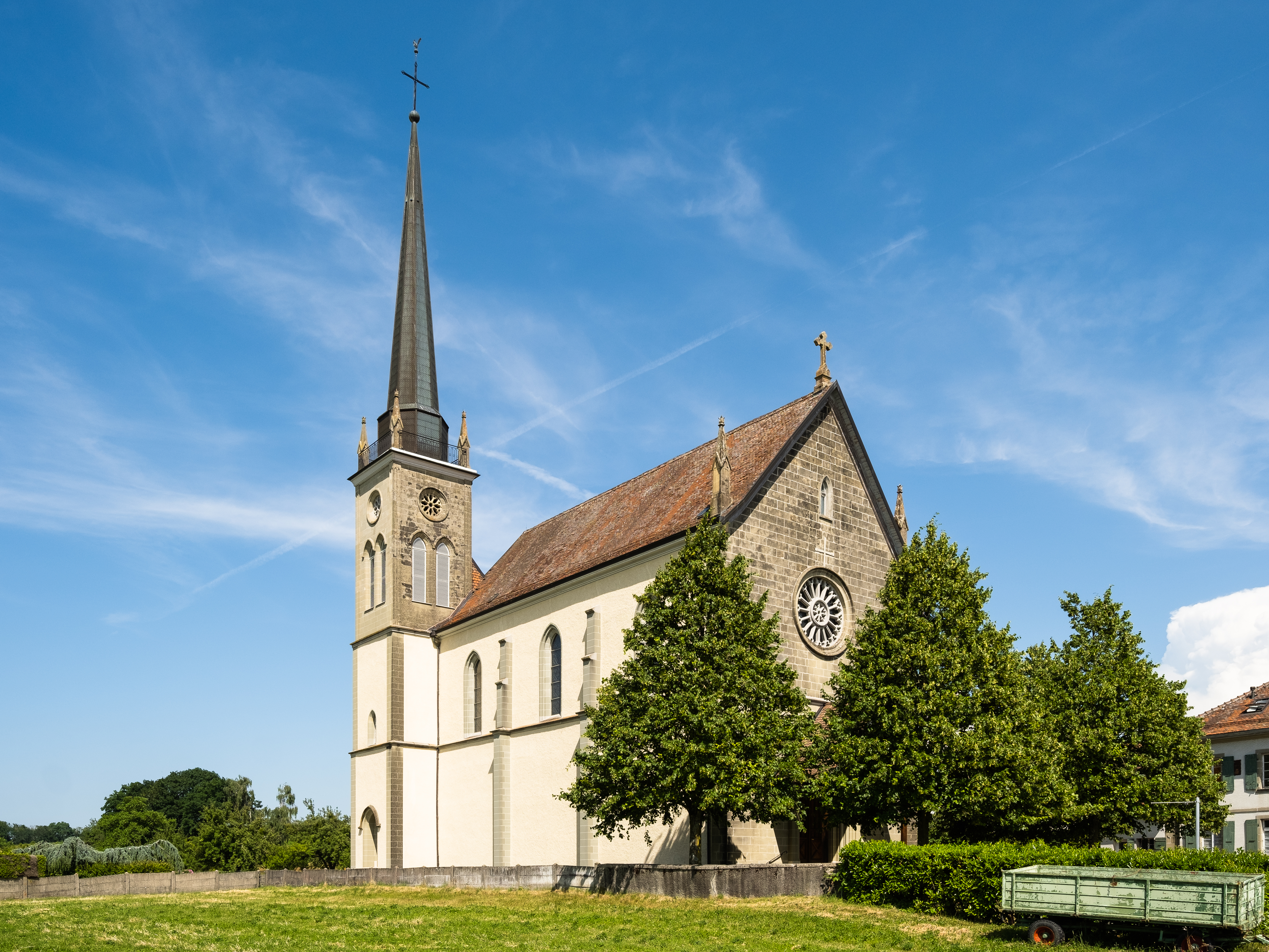
La chiesa di Santo Stefano

- Chiesa riformata di Santo Stefano (dal 1599 al 1655 di San Claudio), attestata dal XII secolo e ricostruita nel 1711[2].

## Società

### Evoluzione demografica
L'evoluzione demografica è riportata nella seguente tabella:
Abitanti censiti

## Amministrazione
Ogni famiglia originaria del luogo fa parte del cosiddetto comune patriziale e ha la responsabilità della manutenzione di ogni bene ricadente all'interno dei confini del comune.